# Demografia Voivodinei
Conform recensământului din 2001, populația Voivodinei este de 2.013.889 locuitori. Mai mult decât jumătate sunt sârbi (1.143.723), urmați de 339.491 maghiari, 74.088 croați, 63.545 slovaci, 44.838 muntenegreni, 38.809 români, 17,652 ruteni, și comunități mai mici de ucrainieni, macedoneni, albanezi, rromi și alții, în total 26 de națiuni. Statutul Provinciei Autonome Voivodina stipulează faptul că limbile oficiale, pe lângă limba sârbă, sunt maghiara, slovaca, româna, ruteana și croata. 

## Populația după grupul etnic sau național
- 1.321.807 sârbi (65,05%)
- 290.207 unguri (14,28%)
- 56.637 slovaci (2,79%)
- 56.546 croați (2,78%)
- 55.016 nedeclarați (2,71%)
- 49.881 iugoslavi (2,45%)
- 35.513 muntenegreni (1,75%)
- 30.419 români (1,50%)
- 29.057 rromi (1,43%)
- 19.766 bunjevac (0,97%)
- 15.626 ruteni (0,77%)
- 11.785 macedoneni (0,58%)
- 10.154 apartenență regională (0,50%)
- 4.635 ucraineni (0,23%)
- alții

## Populația după limba maternă
- 1.557.020 limba sârbă (76,63%)
- 284.205 limba maghiară (13,99%)
- 55.065 limba slovacă (2,71%)
- 29.512 limba română (1,45%)

## Populație după religie
- 1.401.475 ortodocși (68,97%)
- 388.313 catolici (romano-catolici și de rit estic) (19,11%)
- 72.159 protestanți (3,55%)

## Populația după gen
- 984.942 bărbați
- 1.047.050 femei

## Populația după grupe de vârstă
- 0-14 ani: 15,85% (165.332 bărbați, 156.873 femei)
- 15-64 ani: 68,62% (693.646 bărbați, 700.416 femei)
- 65 ani sau mai bătrâni: 15,53% (125964 bărbați, 189761 femei)